# EU-ret
EU-ret betegner den juridiske disciplin, der studerer den Europæiske Union (EU) og EU's regler. EU-ret omfatter både regulering af det indre marked samt EU's organer og EU-rettens forskellige retsakter. Et omdiskuteret aspekt af EU-ret er princippet om EU-rettens forrang over hvert medlemslands nationale ret, såsom love og andre retskilder. Endvidere udgør pligten til EU-konform lovfortolkning også et aspekt af EU-ret. Desuden er det væsentligt, at meget EU-ret er domstolsskabt ved EU-Domstolens retspraksis. De EU-retlige principper er også relevante. EU-ret hører traditionelt til kategorien offentlig ret.

## Det indre marked mv.
EU's indre marked sikrer fri etableringsret samt fri bevægelighed for varer, personer (arbejdskraft), tjenesteydelser og kapital har ét medlemsland til et andet. Det er ikke tilladt at opstille handelshindringer; så som import- eller eksportrestriktioner.
Oversigt over de friheder, som det indre marked giver:
| Bestemmelse                                  | Hjemmel i artikel (art.) i Lissabontraktaten | Noter         | Uddybning                       |  | Supplerende sekundær retsakt |
| -------------------------------------------- | -------------------------------------------- | ------------- | ------------------------------- |  | ---------------------------- |
| EU har grundlagt det indre marked.           | TEU art. 3, stk. 3 og TEUF art. 26           | [ 11 ] [ 12 ] |                                 |  |                              |
| Fri etableringsret                           | TEUF art. 49                                 | [ 12 ]        |                                 |  |                              |
| Fri bevægeligehed for varer                  | TEUF art. 34-35                              | [ 13 ]        | forbyder også handelshindringer |  |                              |
| Fri bevægelighed for personer (arbejdskraft) | TEUF art. 45                                 | [ 14 ]        |                                 |  |                              |
| Fri bevægeligehed for tjenesteydelser        | TEUF art. 56                                 | [ 15 ]        |                                 |  | Servicedirektivet            |
| Fri bevægelighed for kapital                 | TEUF art. 63                                 | [ 17 ]        |                                 |  |                              |

Foruden de nævnte friheder gælder forbud mod diskrimination pga. nationalitet med hjemmel i TEUF art. 18. Forbud mod diskrimination har ”direkte vertikal virkning”.
Som supplement til det nationale statsborgerskab findes unionsborgerskabet. Unionsborgerskabet har hjemmel i TEUF art. 20.

## Retsakter
EU's retsakter opdeles i primær og sekundær.

### Primær retsakt
EU's primære retsakt omfatter Lissabontraktaten, der gælder siden d. 1. december 2009. Lissabontraktaten består af tre dele:
- Traktaten om Den Europæiske Union (TEU)
- Traktaten om Den Europæiske Unions funktionsmåde (TEUF), jf. TEUF art. 1.
- den Europæiske Unions Charter om Grundlæggende Rettigheder har samme værdi som de to ovennævnte traktater (TEU og TEUF), jf. TEU art. 6, stk. 1.

Hertil kommer, at et medlemsland (eller en gruppe medlemslande) kan have fremsat en erklæring (eller flere erklæringer). Sådanne erklæringer er også indeholdt i Lissabontraktaten. Der findes fx erklæringer om Schengen-aftalen.

TEUF art. 288 giver hjemmel til de sekundære retsakter. De sekundære retsakter opdeles i bindende og ikke bindende.

### Bindende sekundære retsakter
- Forordning gælder straks i alle enkeltheder i alle medlemslande; forordningens formål er at indføre fælles regler i hele EU.[29][30]
- Direktiv skal implementeres i national lovgivning, hvilket hvert medlemsland typisk har 2-3 år til at gøre.[31][32]
- Afgørelse (også kaldet Beslutning[33])

### Ikke bindende sekundære retsakter
Blandt EU's ikke bindende sekundære retsakter er:
- Henstilling[35]
- Udtalelse[34]

## Institutioner
EU's institutioner har hjemmel i TEU art. 13 - 19. EU's institutioner betegnes også organer; til EU's organer hører bl.a.:
- Europa-Kommissionen der har initiativretten til at fremsætte sekundære retsakter,[37] jf. TEUF artikel 76.[38]
- Det Europæiske Råd (populært kaldet ministerrådet) af fagministre.[39]
- Rådet for Den Europæiske Union består af stats- og regeringschefer.[37]
- Europa-Parlamentet, hvor de folkevalgte MEP'er sidder.[40]

- Den Europæiske Unions Domstol i Luxembourg (kaldes populært EU-Domstolen)[41]
- Revisionsretten, der også er placeret i Luxembourg
- Den Europæiske Centralbank (ECB) i Frankfurt am Main

## EU-retlige principper
EU-retten omfatter en række principper.
De to vigtigste fortolkningsprincipper er princippet om E-rettens forrang og national ret og princippet om pligt til at fortolke national ret EU-konformt.

### EU-rettens forrang
EU-ret har forrang over national (fx dansk) ret. Det har EU-Domstolen fastlagt. "EU-Domstolen insisterer formelt på, at EU-retten har absolut forrang for medlemsstaternes nationale ret." Netop det faktum, at EU-Domstolen har fastlagt princippet om EU-rettens forrang har ført til kritik. For EU-Domstolens retspraksis (afgørelser) er blevet beskyldt for at være aktivistisk. EU-rettens forrang over national ret har EU-Domstolen udledt af Costa mod ENEL (sag 6/64).
Men med sin domsafsigelse i Ajos-sagen har Danmarks Højesteret ignoreret princippet om EU-rettens forrang. For Højesteret dømte efter dansk lov og ikke efter EU-rettens "princip om forbud mod forskelsbehandling på grund af alder." I Ajos-dommen undlod Højesteret at fortolke EU-konformt.

### Pligt til EU-konform lovfortolkning
Hvert medlemslands myndigheder har pligt til at fortolke nationale retskilder EU-konformt, så fortolkningen er i overensstemmelse med gældende EU-ret. Denne pligt blev fastslog EU-Domstolen i sin afgørelse C-14/83, von Colson og Kamann mod Land Nordrhein-Westfalen. Pligten til EU-konform fortolkning er i overensstemmelse med medlemslandets loyalitetsforpligtelse med hjemmel i TEU art. 4, stk. 3.
To andre principper har hjemmel i TEU art. 5, stk. 3. Ifølge proportionalitetsprincippet skal der være overensstemmelse mellem mål og middel, så der kun er tilladt at anvende det mindst indgribende middel, der kan opfylde et tilstræbt mål. Det følger af Nærhedsprincippet (også kaldet subsidiaritetsprincippet), at en politisk beslutning skal træffes på det laveste og mindste niveau som muligt.

## Forlade EU
TEU art. 50 fastlægger regler for, hvordan et medlemsland kan forlade EU.

## Præjudiciel forelæggelse for EU-Domstolen
En national domstol kan præjudicielt forelægge en sag for EU-Domstolen. Den præjudicielle forelæggelse for EU-Domstolen har hjemmel i TEU art. 19, stk. 3, litra b. Præjudiciel forelæggelse har også hjemmel i TEUF art. 267. Det nationale retssystems højeste instans har pligt til præjudicielt at forelægge en sag, der angår EU-retlige regler, for EU-Domstolen; det følger af TEUF art. 267.

## Direkte virkning
Især traktatbestemmelser og forordninger har direkte virkning. Angående forordningers direkte virkning, se TEUF artikel 288. Så disse typer retsakter virker straks og med ens ordlyd i alle medlemsstater. Traktatbestemmelser og forordninger skal ikke implemteres via lov i national ret.
Der er tre betingelser for, at et direktiv kan opnå direkte virkning (Alle tre betingelser skal være opfyldt):
- gennemførelsen i national lovgivning ikke har fundet sted eller er gjort forkert
- bestemmelserne i direktivet er ubetingede og tilstrækkeligt tydelige og præcise
- bestemmelserne i direktivet giver enkeltpersoner rettigheder.[65]

Der sondres mellem direkte vertikale virkning og direkte horisontale virkning
"Den direkte vertikale virkning vedrører forbindelserne mellem borgerne og landet. Den betyder, at privatpersoner kan påberåbe sig en bestemmelse i EU-retten over for staten. Den direkte horisontale virkning vedrører forbindelserne mellem privatpersoner."

## Ekstern henvisning
- Lissabontraktaten (er den gældende EU-traktat, som trådte i kraft d. 1. december 2009)[68]
  - består af flere bestanddele, hvoraf de tre største bestanddele er:
    1. Traktaten om Den Europæiske Union (TEU) omfatter 55 artikler.
    2. Traktaten om Den Europæiske Unions Funktionsmåde (TEUF) består af 358 artikler.
    3. Den Europæiske Unions charter om grundlæggende grundlæggende rettigheder (kaldet chartret) udgør 55 artikler.